# Place de l'Étoile (Beyrouth)
Pour les articles homonymes, voir Place de l'Étoile.
La place de l'Étoile (Sāheh an-Nedjmeh, ساحة النجمة) est une place du centre-ville de Beyrouth, capitale du Liban. Elle est entourée d'édifices politiques et religieux d'importance.

## Situation et accès
La place se trouve à 500 mètres du port de Beyrouth. Six rues, dont la rue Maarad, donnent accès à la place, au nord, à l'ouest, au sud, formant une étoile à cinq branches. Il n'y a pas de rue à l'est.
La place est aujourd'hui entièrement piétonnière. 

## Historique
La place est aménagée dans les années 1920 lorsque les Français décident de détruire les vieux souks insalubres et de percer des rues pour faire du centre-ville un quartier salubre et moderne.

## Bâtiments remarquables et lieux de mémoire
Au milieu se dresse la tour de l'Horloge édifiée en 1934. 
On y trouve la cathédrale orthodoxe Saint-Georges, siège du métropolite grec-orthodoxe, construite en 1772. Un musée est ouvert directement sous la cathédrale.
Au nord de la cathédrale se trouve l'ambassade d'Italie. 
Le côté Ouest est bordé par le parlement libanais. 
Des boutiques et des cafés et l'immeuble Art déco des Assicurazioni Generali, surmonté d'une statue de lion, donnent aussi sur la place.